# Atakan Hoşgören
Atakan Hoşgören (* 5. August 1999 in Istanbul) ist ein türkischer Schauspieler.

## Leben und Karriere
Hoşgören wurde am 5. August 1999 in Istanbul geboren. Seine Familie väterlicherseits stammt aus Pristina. Er studierte an der Doğuş-Universität. Zunächst arbeitete er als Model und trar in verschiedenen Werbespots auf.
Sein Drbüt gab er 2017 in der Serie Yıldızlar Şahidim. Von 2018 bis 2019 spielte er in 4N1K die Hauptrolle. 2021 trat er in Sana Söz auf. Außerdem wurde er 2022 für die Serie İçimizdeki Ateş gecastet. Unter anderem war Hoşgören 2023 in Koyu Beyaz zu sehen. Im selben Jahr setzte er seine Karriere in Dönence fort.

## Filmografie
Filme
- 2018: 4N1K 2
- 2021: 4N1K Düğün

Serien
- 2017: Yıldızlar Şahidim
- 2018–2019: 4N1K
- 2021: Akıncı
- 2021: Sana Söz
- 2022: İçimizdeki Ateş
- 2023: Koyu Beyaz
- 2023: Dönence